# برنامه کاوشگران

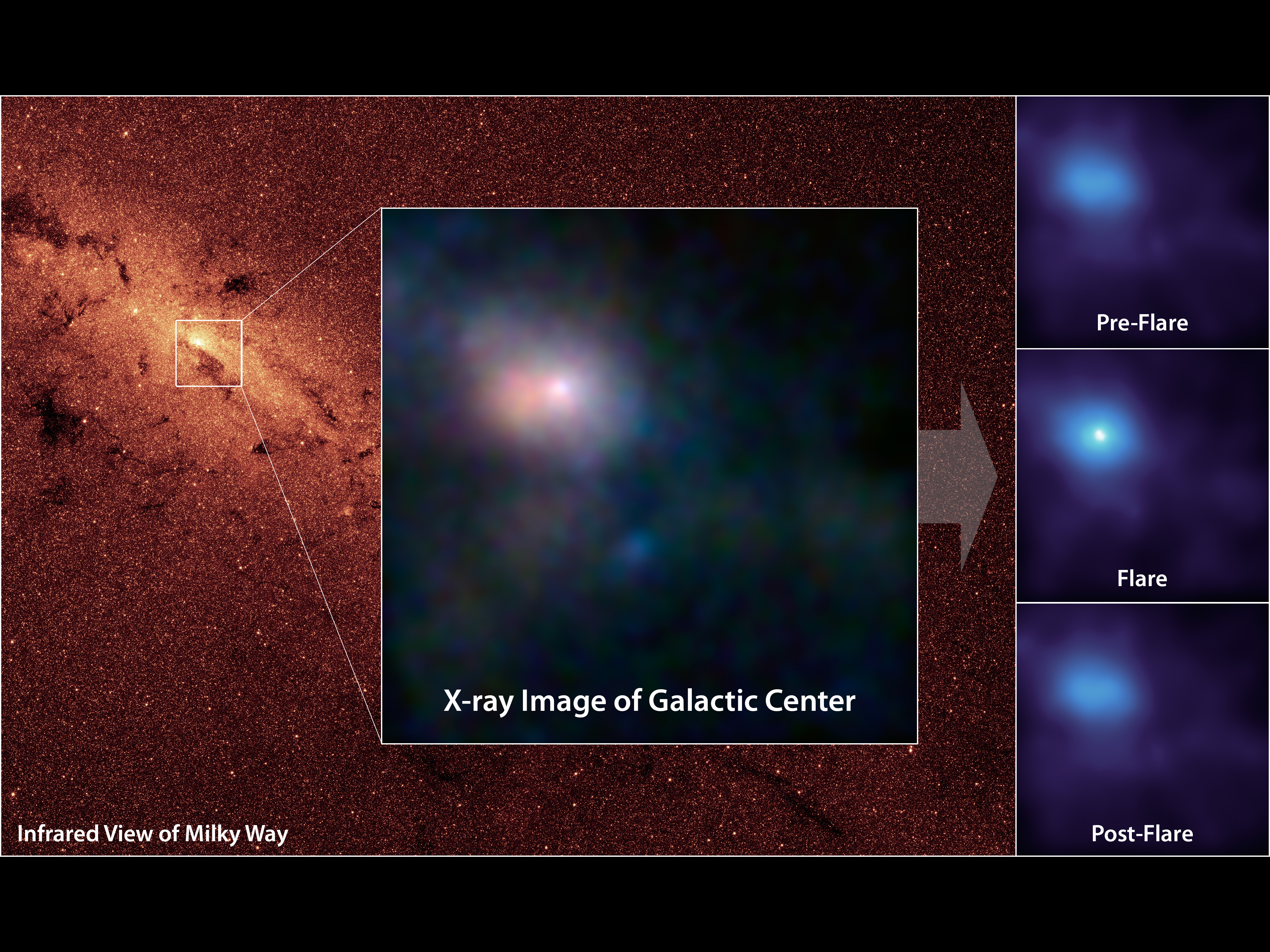
مشاهدهٔ سیاه‌چالهٔ کهکشان راه شیری در یکی از مأموریت‌های برنامهٔ کاوشگران

برنامهٔ کاوشگران (انگلیسی: Explorers program) نام برنامهٔ کاوش فضایی ایالات متحدهٔ آمریکا است که هدف آن انجام پروازهای فضایی برای شواهد مطالعاتی در زمینهٔ فیزیک، زمین‌فیزیک، خورشیدفیزیک و اخترفیزیک از فضا است. از سال ۱۹۵۸ بیش از ۹۰ مأموریت فضایی در این برنامه انجام شده و همچنان فعال است. این برنامه با اکسپلورر ۶ آغاز شده و مدیریت آن توسط ناسا و با همکاری مؤسسات دیگر و تعدادی از همکاران بین‌المللی انجام می‌شود.

## پیشینه
برنامه کاوشگران نخستین تلاش موفق ایالات متحده آمریکا در زمینه پرتاب ماهواره بود. این برنامه بر پایه طرح پیشنهادی نیروی زمینی ایالات متحده آمریکا (پروژه مدارگرد) در راستای قرار دادن ماهواره در مدار زمین در سال بین‌المللی ژئوفیزیک آغاز شد، ولی این طرح به نفع طرح پیشنهادی نیروی دریایی ایالات متحده (پروژه ونگارد) کنار گذاشته شد. برنامه کاوشگران سپس به دلیل رقابت فضایی با اتحاد جماهیر سوسیالیستی شوروی پس از پرتاب ماهواره اسپوتنیک-۱ توسط آن کشور در ۴ اکتبر ۱۹۵۷ دوباره آغاز شد. اکسپلورر ۱ در ۳۱ ژانویه ۱۹۵۸ به فضا پرتاب شد و علاوه بر این که نخستین ماهواره ایالات متحده بود موفق به اکتشاف کمربند وان آلن نیز گردید.
با انتقال پروژه به ناسا، استفاده از نام برنامه کاوشگران برای مجموعه‌ای از مأموریت‌های فضایی نسبتاً کوچک به ویژه ماهواره‌های دارای اهداف علمی مشخص ادامه یافت. در سال‌های بعد ناسا مجموعه‌ای از فضاپیماهای اکسپلورر (کاوشگر) را به فضا پرتاب کرد که دارای تجهیزات علمی گسترده‌ای بودند.
ماهواره‌های اکسپلورر موفق به انجام اکتشافات مهمی در مغناطیس‌سپهر زمین و ترسیم میدان گرانشی آن؛ تعیین ویژگی‌های باد خورشیدی و بارش ریزشهاب‌واره‌ها به زمین؛ تعیین ویژگی‌های پرتوهای فرابنفش، کیهانی و پرتوهای ایکس در منظومه شمسی و فضای فراتر از آن؛ یونوسفر، شراره خورشیدی و فیزیک جوی شدند. این مأموریت‌ها همچنین چگالی هوا، اخترشناسی رادیویی، ژئودزی و اخترشناسی پرتو گاما را مورد مطالعه و بررسی قرار دادند.
مدیریت برنامه کاوشگران در مرکز پروازهای فضایی گودارد واقع در گرینبلت، مریلند انجام می‌شود. مأموریت‌های این برنامه با هزینه متوسط و در ابعاد کوچک تا متوسط شناخته می‌شود که در مقایسه با پروژه‌های بزرگ‌مقیاس، امکان ساخت، آزمایش و پرتاب در کوتاه‌مدت را دارند.